# Souvenirs d'un pas grand-chose
Souvenirs d'un pas grand-chose (titre original : Ham on Rye : littéralement Du jambon sur le seigle) est un roman autobiographique de Charles Bukowski paru en 1982 chez Black Sparrow Press. Il est sorti en France en 1984, aux éditions Grasset & Fasquelle dans une traduction de Robert Pépin.

## Résumé
Écrit à la première personne, il raconte dans le style direct caractéristique de Charles Bukowski, les premières années de son alter-ego, Henry Chinaski, son enfance et son adolescence durant les années de la Grande Dépression, jusqu'à son arrivée à l'âge d'homme. Le récit, qui se situe exclusivement à Los Angeles, se termine par la déclaration de guerre des États-Unis au Japon, et l'enrôlement pour la guerre du meilleur ami de Chinaski.